# NGC 2799
NGC 2799 (другие обозначения — UGC 4909, KCPG 195B, MCG 7-19-56, Arp 283, ZWG 209.46, VV 50, KUG 0914+422B, PGC 26238) — галактика в созвездии Рысь.
Этот объект входит в число перечисленных в оригинальной редакции «Нового общего каталога», а также включён в атлас пекулярных галактик.
Совместно с NGC 2798 является близкой парой галактик.